# Alexéi Vólkov
Alexéi Anatólievich Vólkov (en ruso: Алексей Анатольевич Волков; Raduzhny, 5 de abril de 1988) es un deportista ruso que compitió en biatlón.
Participó en los Juegos Olímpicos de Sochi 2014, obteniendo una medalla de oro en la prueba de relevos 4 × 7,5 km; medalla que perdió posteriormente por dopaje de su compañero Yevgueni Ustiúgov.
Ganó una medalla de oro en el Campeonato Mundial de Biatlón de 2017 y doce medallas en el Campeonato Europeo de Biatlón entre los años 2010 y 2017.

## Palmarés internacional
| Juegos Olímpicos   | Juegos Olímpicos         | Juegos Olímpicos  | Juegos Olímpicos |
| Año                | Lugar                    | Medalla           | Prueba           |
| ------------------ | ------------------------ | ----------------- | ---------------- |
| 2014               | Sochi (Rusia)            | DSC               | Relevo           |
| Campeonato Mundial |                          |                   |                  |
| Año                | Lugar                    | Medalla           | Prueba           |
| 2017               | Hochfilzen (Austria)     | Medalla de oro    | Relevo           |
| Campeonato Europeo |                          |                   |                  |
| Año                | Lugar                    | Medalla           | Prueba           |
| 2010               | Otepää (Estonia)         | Medalla de oro    | Persecución      |
| 2010               | Otepää (Estonia)         | Medalla de plata  | Velocidad        |
| 2010               | Otepää (Estonia)         | Medalla de plata  | Relevo           |
| 2010               | Otepää (Estonia)         | Medalla de bronce | Individual       |
| 2011               | Val Ridanna (Italia)     | Medalla de oro    | Persecución      |
| 2011               | Val Ridanna (Italia)     | Medalla de plata  | Velocidad        |
| 2012               | Osrblie (Eslovaquia)     | Medalla de oro    | Velocidad        |
| 2012               | Osrblie (Eslovaquia)     | Medalla de oro    | Persecución      |
| 2012               | Osrblie (Eslovaquia)     | Medalla de bronce | Relevo           |
| 2015               | Otepää (Estonia)         | Medalla de oro    | Individual       |
| 2015               | Otepää (Estonia)         | Medalla de oro    | Relevo           |
| 2017               | Duszniki-Zdrój (Polonia) | Medalla de oro    | Relevo mixto     |